# 乗鞍岳 (白馬連峰)
乗鞍岳（のりくらだけ）は、飛騨山脈（北アルプス）北部の後立山連峰にある標高2469mの山。長野県と新潟県にまたがる。飛騨山脈南部の乗鞍岳と区別するために、一般には白馬乗鞍岳（はくばのりくらだけ）、 またはこれを略して白馬乗鞍（はくばのりくら）と呼ばれる。

## 概要
標高2436.4mの地点に三角点があり、そのために乗鞍岳自体の標高が2436mであるとされることもあるが、周辺には2456mおよび2469mのピーク（峰）があり、国土地理院は2469mを乗鞍岳の標高としている。新潟県と長野県の県境はこの2469mのピークを通る。
旧乗鞍火山帯の最北端に位置する白馬大池火山の一部をなす。山頂部分は白馬大池火山の新期噴出物からなるが、そのなだらかさは急峻な山の多い白馬連峰の中で際立っている。西方にある白馬大池は火山噴出物による堰き止め湖である。
2023年1月29日、乗鞍岳天狗原東側の斜面（標高約2100メートル）で雪崩が発生。付近でバックカントリースキーを楽しんでいた外国人スキーヤー数人が巻き込まれ、フリースタイルスキー男子ハーフパイプの元世界選手権優勝者を含む2人が死亡した。

## 登山ルート
- 蓮華温泉 - 白馬大池 - 乗鞍岳
- 小蓮華山 - 白馬大池 - 乗鞍岳
- 栂池自然園 - 天狗原 - 乗鞍岳

## 周辺の山小屋
- 太極荘（成城学園小屋）
- 白馬大池山荘
- 蓮華温泉ロッジ
- 栂池ヒュッテ
- 栂池山荘
- 風吹山荘

## 近隣の山
- 雪倉岳
- 鉢ヶ岳
- 小蓮華山
- 風吹岳
- 横前倉山
- 岩菅山
- 白馬岳